# Большой пестробрюхий буревестник
Большой пестробрюхий буревестник (лат. Ardenna gravis) — вид птиц семейства буревестниковых (Procellariidae).

## Описание
Большой пестробрюхий буревестник длиной от 43 до 51 см, размах крыльев от 105 до 122 см. Верхняя часть тела преимущественно одноцветно тёмно-коричневая с белой полосой на затылке и белыми кроющими хвоста. Нижняя часть тела преимущественно белого цвета, за исключением тёмных рисунков на крыльях и подхвостья. На голове чёрно-коричневая шапочка и относительно стройный, чёрный клюв.

## Распространение
Вид гнездится на островах Найтингейл и Инаксессибл, принадлежащих архипелагу Тристан-да-Кунья, а также на острове Гоф. Все эти вулканические острова расположены далеко от материка в южной Атлантике. Это одна из немногих перелётных птиц, которые мигрируют из области гнездования в южном полушарии в северное полушарие, в то время как обычно птицы движутся в противоположном направлении. Птицы передвигается по круговому маршруту. Сначала она движется вдоль восточного побережья Южной и Северной Америки, прежде чем пересечёт в августе Атлантику. Осенью она задерживается в западной части северной Атлантики перед побережьем Исландии до Португалии. Редко птиц можно встретить также в Северном море и в западной части Средиземного моря до Сардинии. Известен залёт этого вида на территорию России, в Белое море.

## Питание
Питается рыбой и кальмарами, ловит которых у поверхности воды или ныряя в воду. Любит следовать за рыбацкими лодками, где между птицами происходит шумная перебранка.

## Размножение
Большой пестробрюхий буревестник гнездится в больших колониях, откладывая единственное яйцо в ямке на открытом лугу. Гнёзда посещаются только в ночное время, чтобы предотвратить хищничество со стороны больших чаек.